# Xela Arias

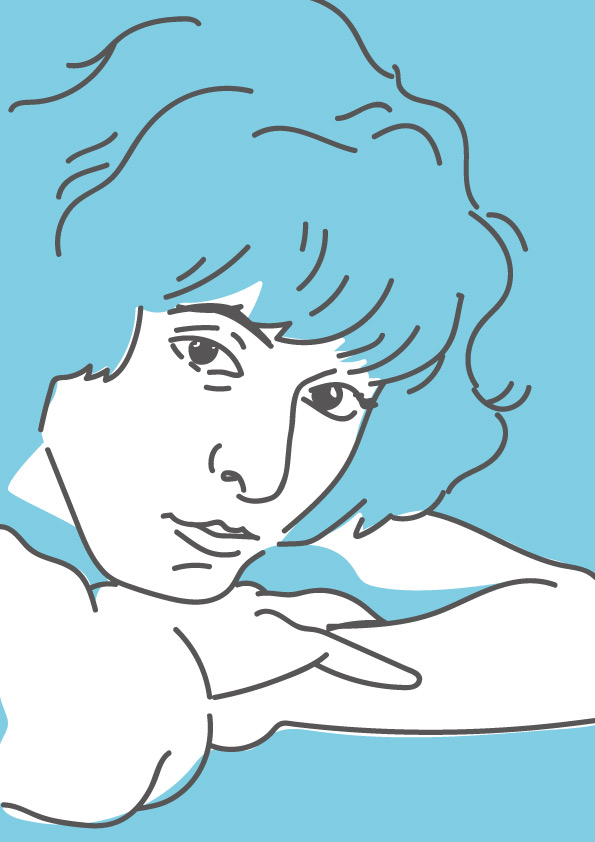
Porträtzeichnung der Dichterin

Xela Arias Castaño (* 4. März 1962 in Sarria, Provinz Lugo; † 1. November 2003 in Vigo) war eine spanische Autorin und Übersetzerin aus Galicien. Sie gilt als herausragende Persönlichkeit unter den jungen Dichtern, die ab den 1980er Jahren die Dichtkunst thematisch und stilistisch neu gestalteten.

## Leben
Mit ihrem Erstlingswerk Denuncia do equilibrio war Xela Arias Castaño 1986 Finalistin des Premio Losada Diéguez. In Tigres coma cabalos verband sie Gedichte mit Fotografien, unter anderem auch Aktfotografien von sich selbst. Die Gedichtsammlung Darío a diario von 1996 mit ihrer originellen Interpretation der Mutterschaft widmete sie ihrem Sohn. Intempériome erschien 2003, im Jahr ihres Todes. Sie starb am 1. November desselben Jahres 41-jährig in einem Krankenhaus in Vigo an einem Herzinfarkt.
2021 widmete ihr die Real Academia Galega den Tag der galicischen Literatur. Die Real Academia würdigte damit nicht nur das literarische Schaffen von Xela Arias, sondern auch ihr öffentliches Engagement, beispielsweise 2002 nach der Prestige-Katastrophe. Auch als Lehrerin und Philologin in mehreren Instituten und als Lektorin bei den Edicións Xerais setzte sie sich für die galicische Sprache ein. Sie übersetzte Bram Stoker, Roald Dahl, Angela Carter, Gianni Rodari, Carlos Oroza und Jorge Amado und war unter anderem beteiligt an Übersetzungen von Miguel de Cervantes und James Joyce.

## Werke

### Autorin
- X: Espazo Para Un Signo (Edición Literaria), 2005, ISBN 84-9782-314-1
- Intempériome, A Coruña, Espiral Maior, 2003
- Darío a diario, Vigo, Edicións Xerais de Galicia, 1996
- Tigres coma cabalos, Vigo, Edicións Xerais de Galicia, 1990
- "Que si que si", en Contos eróticos. Elas, Vigo, Edicións Xerais de Galicia, 1990
- Denuncia do equilibrio,  Vigo, Edicións Xerais de Galicia, 1986
- "Por anticipado recaída dun mal que impide o bo" (dúas narracións),  Pharo de Bego, suplemento bisemanal de Faro de Vigo, (März 1986)

### Übersetzerin (Auswahl)
- Roald Dahl: As Bruxas. Infantil E Xuvenil, 2005, ISBN 84-8302-918-9 (englisch: The Witches.).
- Bram Stoker: Dracula. Xabarin, 2005, ISBN 84-8302-469-1 (englisch: Dracula.).
- Angela Carter: Venus Negra. Edicións Xerais, 2001, ISBN 978-84-8302-702-8 (englisch: Black Venus.).
- Gianni Rodari: Contos ó teléfono. Editorial Juventud, 1983, ISBN 84-261-2213-2 (italienisch: Favole al telefono.).
- Carlos Oroza: Caballum. 1983 (spanisch: Cabalum.).